# Pentium Dual-Core
Pentium Dual-Core（ペンティアム・デュアルコア）は、インテルが2007年6月に発表した、x86アーキテクチャのマイクロプロセッサである。

## 概要
PentiumブランドでCoreマイクロアーキテクチャを採用した最初の製品となる。
Coreマイクロアーキテクチャとそれを採用した製品Intel Core 2の発表に併せ、Intelは全社的な改編を行い、それまでのIntelのイメージリーダーであったPentiumブランドの廃止も発表した。しかし、日本においてはCore 2ブランドへの移行が成功したものの、日本以外の地域ではPentiumブランドの人気が根強かったことから、Core 2ブランドの下位製品としてPentiumブランドを位置づけることで移行を促す計画に変更、Intelは関係各社にPentiumブランドの存続を打診し、当シリーズの発表に至った。
略称としてPentium DCと呼ばれることがあり、同じくPentiumブランドのデュアルコア製品であるPentium Dと混同されることがある。Pentium DはNetBurstマイクロアーキテクチャを採用した製品であり、Coreマイクロアーキテクチャを採用したPentium Dual-Coreとは別物である。また、Coreマイクロアーキテクチャを採用したCore 2ブランドの下位製品がPentiumブランドで発売されると公表された際、当製品群のプロセッサナンバーのパワークラスが"E"と予告されていたことから便宜的にPentium Eとも呼ばれ、現在でも使用されることがある。
当初はデスクトップ向けのパワークラスEの製品のみだったが、モバイル向けのパワークラスTの製品も発売された。
2010年1月8日に発表・発売されたWestmereマイクロアーキテクチャ（32nmプロセス）の Pentium G6950 に合わせ、従来の E/T シリーズから Dual-Core の表記が外れ、商品群としては単に「Pentium」となった。

## 特徴
Pentium Dual-CoreはCore 2 Duoの廉価版であるため、基本的な機能は同等だが、L2キャッシュの容量が抑えられているほか、仮想化支援などハイエンドのCore 2 Duoが持っているストリーミングSIMD拡張命令はラインナップの大部分において無効化されていた。しかし、E6300以降のプロセッサでは仮想化支援機能であるIntel VTが有効になった。
また、同じマイクロアーキテクチャのデュアルコアで、下位製品に当たるCeleron Dual-Coreとも、L2キャッシュ容量により差別化が行われている。デスクトップ向けCeleron Dual-Core E1000系のL2キャッシュ容量は、Pentium Dual-Core E2000系の半分の512KBとなっており、モバイル向けCeleron Dual-Coreは、省電力機能であるEISTが無効化されている。
以前のPentiumブランドは、コンシューマ向けのハイエンドからメインストリームまでをカバーしていたが、現在ではCoreブランドがその地位にあり、Coreブランドより下、ローエンドのCeleronブランドより上という位置付けがなされている。

## デスクトップ向けラインナップ

### Core世代
Allendale
65nmプロセス・ルールで製造される、第一世代Pentium Dual-Core。Core 2 Duo E4000系のL2キャッシュ容量を半分の1MBに抑えたものに相当する。
- 対応ソケット: LGA775

| 型番  | CPU                   | CPU            | CPU               | TDP (W) | FSB (MHz) |
| 型番  | コア数 （スレッド数） | クロック (GHz) | L2キャッシュ (MB) | TDP (W) | FSB (MHz) |
| ----- | --------------------- | -------------- | ----------------- | ------- | --------- |
| E2220 | 2 (2)                 | 2.4            | 1                 | 65      | 800       |
| E2200 | 2 (2)                 | 2.2            | 1                 | 65      | 800       |
| E2180 | 2 (2)                 | 2.0            | 1                 | 65      | 800       |
| E2160 | 2 (2)                 | 1.8            | 1                 | 65      | 800       |
| E2140 | 2 (2)                 | 1.6            | 1                 | 65      | 800       |

Wolfdale
45nmプロセス・ルールで製造される第二世代Pentium Dual-Core。L2キャッシュ容量がE2000系の2倍の2MBになっている。45nm世代のCore 2 Duoと同じWolfdaleコアだが、SSE4命令セットはサポートされていない。なお、E5300とE5400の一部とE5500以上の全てのプロセッサでは仮想化支援機能であるIntel VTが有効になっている。
- 対応ソケット: LGA775

| 型番   | CPU                   | CPU            | CPU               | TDP (W) | FSB (MHz) |
| 型番   | コア数 （スレッド数） | クロック (GHz) | L2キャッシュ (MB) | TDP (W) | FSB (MHz) |
| ------ | --------------------- | -------------- | ----------------- | ------- | --------- |
| E6800  | 2 (2)                 | 3.33           | 2                 | 65      | 1066      |
| E6700  | 2 (2)                 | 3.2            | 2                 | 65      | 1066      |
| E6600  | 2 (2)                 | 3.06           | 2                 | 65      | 1066      |
| E6500K | 2 (2)                 | 2.93           | 2                 | 65      | 1066      |
| E6500  | 2 (2)                 | 2.93           | 2                 | 65      | 1066      |
| E6300  | 2 (2)                 | 2.8            | 2                 | 65      | 1066      |
| E5800  | 2 (2)                 | 3.2            | 2                 | 65      | 800       |
| E5700  | 2 (2)                 | 3.0            | 2                 | 65      | 800       |
| E5500  | 2 (2)                 | 2.8            | 2                 | 65      | 800       |
| E5400  | 2 (2)                 | 2.7            | 2                 | 65      | 800       |
| E5300  | 2 (2)                 | 2.6            | 2                 | 65      | 800       |
| E5200  | 2 (2)                 | 2.5            | 2                 | 65      | 800       |
| E2210  | 2 (2)                 | 2.2            | 1                 | 65      | 800       |

## モバイル向けラインナップ

### Pentium M世代
製品名はPentium Dual-Core Mobile Processor。コアクロックは、省電力モードでは800MHzで動作する。
Yonah
Intel 64は無効化されているが、VTに対応している。
- プロセスルール: 65 nm
- プロセシング・ダイ・サイズ: 90 mm2
- トランジスタ数: 1億5100万個
- MMX, SSE, SSE2, SSE3, SSSE3, XD bit
- 拡張版 Intel SpeedStep テクノロジー
- 対応ソケット: Socket M

| 型番  | CPU                   | CPU            | CPU               | TDP (W) | FSB (MHz) |
| 型番  | コア数 （スレッド数） | クロック (GHz) | L2キャッシュ (MB) | TDP (W) | FSB (MHz) |
| ----- | --------------------- | -------------- | ----------------- | ------- | --------- |
| T2130 | 2 (2)                 | 1.86           | 1                 | 31      | 533       |
| T2080 | 2 (2)                 | 1.73           | 1                 | 31      | 533       |
| T2060 | 2 (2)                 | 1.6            | 1                 | 31      | 533       |

### Core世代
トランジスタ数とダイサイズが増大し、TDPが若干上がっている。ソケットも変更された。製品名からDual-Core が外れ、「Intel Pentium」となった。
Merom
- プロセスルール: 65 nm
- プロセシング・ダイ・サイズ: 143 mm2
- トランジスタ数: 2億9100万個
- MMX, SSE, SSE2, SSE3, SSSE3, Intel 64, XD bit
- 対応ソケット: Socket P

| 型番  | CPU                   | CPU            | CPU               | TDP (W) | FSB (MHz) |
| 型番  | コア数 （スレッド数） | クロック (GHz) | L2キャッシュ (MB) | TDP (W) | FSB (MHz) |
| ----- | --------------------- | -------------- | ----------------- | ------- | --------- |
| T3400 | 2 (2)                 | 2.16           | 1                 | 35      | 667       |
| T3200 | 2 (2)                 | 2.0            | 1                 | 35      | 667       |
| T2410 | 2 (2)                 | 2.0            | 1                 | 35      | 533       |
| T2390 | 2 (2)                 | 1.86           | 1                 | 35      | 533       |
| T2370 | 2 (2)                 | 1.73           | 1                 | 35      | 533       |
| T2330 | 2 (2)                 | 1.6            | 1                 | 35      | 533       |
| T2310 | 2 (2)                 | 1.46           | 1                 | 35      | 533       |

Penryn
リソグラフィは45nm、FSBは800 MHzになった。この世代まではインテル トラステッド・エグゼキューション・テクノロジー (Intel TXT) に対応していない。
- プロセスルール: 45 nm
- プロセシング・ダイ・サイズ: 107 mm2
- トランジスタ数: 4億1000万個
- MMX, SSE, SSE2, SSE3, SSSE3, Intel 64, XD bit
- 対応ソケット: Socket P or オンボード

| 型番   | CPU                   | CPU            | CPU               | TDP (W) | FSB (MHz) |
| 型番   | コア数 （スレッド数） | クロック (GHz) | L2キャッシュ (MB) | TDP (W) | FSB (MHz) |
| ------ | --------------------- | -------------- | ----------------- | ------- | --------- |
| T4500  | 2 (2)                 | 2.3            | 1                 | 35      | 800       |
| T4400  | 2 (2)                 | 2.2            | 1                 | 35      | 800       |
| T4300  | 2 (2)                 | 2.1            | 1                 | 35      | 800       |
| T4200  | 2 (2)                 | 2.0            | 1                 | 35      | 800       |
| SU4100 | 2 (2)                 | 1.3            | 2                 | 10      | 800       |

| 型番   | CPU                   | CPU            | CPU               | TDP (W) | FSB (MHz) |
| 型番   | コア数 （スレッド数） | クロック (GHz) | L2キャッシュ (MB) | TDP (W) | FSB (MHz) |
| ------ | --------------------- | -------------- | ----------------- | ------- | --------- |
| SU2700 | 1 (1)                 | 1.3            | 2                 | 10      | 800       |